# Vimperk
Vimperk (tjekkisk udtale: [ˈvɪmpɛrk] ; tysk: Winterberg) er en by i distriktet Prachatice i regionenSydbøhmen  i Tjekkiet, med omkring 7.300 indbyggere. Den historiske bymidte er velbevaret og er beskyttet ved lov som en urban monumentzone.
Historisk har Vimperk været kendt som et vigtigt regionalt handelscenter, idet det ligger på Guldruten fra Passau til Prachatice. Vimperk er også kendt for sine glasfremstillings- og tryk- traditioner.
Vimperk består af tre bydele og 19 landsbyer.

## Geografi
Vimperk ligger omkring 17 km vest for Prachatice og 50 km vest for České Budějovice. Den sydlige halvdel af det kommunale område ligger i Bøhmerwald og er et beskyttet landskabsområde ved navn Šumava; den nordlige del ligger i forbjergene til Bøhmerewald. Det højeste punkt er Šerava-bjerget med en højde på 1.061  moh. Andre høje bjerge omfatter Kamenná hora på 1.057 m  og Kupa på 1.044 meter. Byen ligger i Volyňka floddalen.

## Historie
Hele området var  indtil midten af 1200-tallet, hvor Vimperk Slot blev grundlagt, dækket af dyb skov. Slottet blev højst sandsynligt grundlagt af kong Ottokar 2. for at beskytte grænsen og den nye gren af den vigtige handelsrute fra Passau til Bøhmen. I 1260'erne lånte Ottokar 2. herregården og slottet, som omfattede den murede fæstning med et tårnhus og et palads, til den adelige familie Janovic. I 1370 blev Janovic-familiens ejendomme fortabt til den kongelige krone.
Fra slutningen af det 14. århundrede var Vimperk-godset en ejendom tilhørende adelsfamilien Kaplíř af Sulevice. Under deres styre blev bebyggelsen og slottet slået sammen til en enkelt befæstet enhed, og en forpost, det mægtige runde tårn Haselburg, blev bygget. På trods af hussitterkrigenes æra trivedes Vimperk, og i 1479 fik den byrettigheder af kong Vladislaus 2. Efter at den i en kort periode var ejet af familien Malovec fra Chýnov, blev Vimperk erhvervet af familien Rosenberg i det 16. århundrede. Under deres styre nåede handelen på Guldruten sit højdepunkt. Omkring  det 16. århundrede begyndte slottet at blive genopbygget til renæssanceresidensen.
Under krigen i 1547 mod kong Ferdinand I,  ledet af tjekkiske protestanter, stod borgerne i Vimperk på de tjekkiske protestanters side. Efter Ferdinands endelige triumf fik han Vimperk med i sit bytte. i 1553 solgte han Vimperk til Jáchym af Hradec, men det blev beslaglagt af Vilhelm af Rosenberg. Vilhelms bror Peter Vok af Rosenberg (det sidste medlem af Rosenberg-familien) solgte byen i 1601 til Volf Novohradský af Kolowrat, som tog parti for de tjekkiske protestanter under oprøret i 1618.
Mellem 1622 og 1624 byggede Jáchym Novohradský fra Kolowrat nye slotsbygninger over dele af slottet, der var blevet ødelagt. Ombygningerne  og andre dyre aktiviteter ruinerede ham, så han blev tvunget til at sælge slottet i 1630 til Oldřich, greve af Eggenberg. Eggenberg-familien ejede Vimperk Slot indtil 1719, hvor huset Eggenberg uddøde, og alle Eggenberg-besiddelserne, inklusive Český Krumlov-godset, tilfaldt Schwarzenberg-familien.
I 1857 led byen endnu en brand, som forårsagede omfattende skader på mange af bygningerne på byens hovedtorv og på slottet. Der blev annonceret en indsamling, hvortil også kejser Franz Joseph 1. bidrog, og i løbet af et år var alle huse istandsat.
Efter afslutningen af 1. verdenskrig, den 24. november 1918, blev byen en del af Den Tjekkoslovakiske Republik.
I 1938 blev Vimperk annekteret af Nazityskland og administreret som en del af Reichsgau Sudetenland . Alle ikke-germanske mennesker blev udvist. I slutningen af Anden Verdenskrig blev alle tyske folk fordrevet fra Vimperk. I 1945 befriede amerikanske allierede styrker byen Vimperk, hvilket mindes ved en plakette i centrum af Vimperk.
I det 19. århundrede blev Vimperk et industrielt centrum i Bøhmerwald-regionen. Byens industrielle karakter opretholdtes i årene 1945–1989, men efter 1989 begyndte industrien at gå tilbage, og mange virksomheder lukkede. Byen begyndte at fokusere mere på turisme.

## Økonomi
Den største arbejdsgiver med base i byen er en filial af virksomheden Rohde & Schwarz, som er en producent af elektriske apparater. De har mere end 900 ansatte og tilhører de største arbejdsgivere i hele regionen.

## Seværdigheder
Vimperk Slot er byens vigtigste vartegn. Familien Schwarzenberg var den sidste private ejer af slottet. I 1947 blev Vimperk Slot nationaliseret af den tjekkoslovakiske stat. Siden 2015 har den været ejet af Statens Kulturarvsinstitut. En del af ejendommen fungerer som museum, og hovedkvarteret for Šumava National Park og Šumava Beskyttede Landskabsområde ligger også der.